# Portugalophis lignites
Genre
Espèce
Portugalophis lignites est l'une des plus anciennes espèces fossiles de serpents connues, la seule du genre Portugalophis. 

## Présentation
Elle date du Jurassique supérieur, entre 155,7 et 150,8 millions d'années. Les restes fossiles furent découverts dans un dépôt de charbon lacustre, dans la formation Alcobaça, près de la ville de Leiria, au Portugal.

## Classification
Le genre et l'espèce Portugalophis lignites sont décrits par Caldwell (d) et al. en 2015,,.

### Publication originale
- (en) Michael W. Caldwell, Randall L. Nydam, Alessandro Palci et Sebastián Apesteguía, « The oldest known snakes from the Middle Jurassic-Lower Cretaceous provide insights on snake evolution », Nature Communications, NPG, vol. 6,‎ 27 janvier 2015, p. 5996 (ISSN 2041-1723, OCLC 614340895, PMID 25625704, DOI 10.1038/NCOMMS6996, lire en ligne). .